# Сакер
Сакер (англ. Sacer, или Мо-Сакра (др.‑ирл. Mo-Sacra); VII век) — аббат Саггартский, святой (день памяти — 3 марта).
Святой Сакер был ирландцем. Он основал монастырь в Саггарте (графство Дублин, Ирландия).